# Ribose-5-phosphate
Le ribose-5-phosphate (R5P) est un métabolite de la voie des pentoses phosphates issu de l'isomérisation du ribulose-5-phosphate (Ru5P), produit à la dernière étape de cette voie métabolique. Le ribulose-5-phosphate peut subir différentes isomérisations, transaldolisations et transcétolisations afin de produire d'autres pentoses phosphates ainsi que du fructose-6-phosphate et du glycéraldéhyde-3-phosphate, deux intermédiaires de la glycolyse.
La ribose-phosphate diphosphokinase convertit le ribose-5-phosphate en phosphoribosylpyrophosphate (PRPP), précurseur activé pour la synthèse des nucléotides, tels que l'AMP.